# فريتز هيوز
فريتز هيوز (بالإنجليزية: Frederic Hughes)‏ هو لاعب كرة قدم أسترالي، ولد في 26 يناير 1858 في ملبورن في أستراليا، وتوفي في 23 أغسطس 1944 في St Kilda, Victoria ‏ في أستراليا.